# Wapen van Opmeer
Het wapen van Opmeer is sinds de eerste officieel door de Hoge Raad van Adel vastgelegde versie van 1817 aanzienlijk veranderd. Waar het in 1817 nog een dorre boom bevatte, staat er sinds 1980 in het derde kwartier een lindeboom, vol in het blad, op het wapen. Het huidige wapen is voor de gemeente Opmeer, het eerste wapen was alleen voor de plaats.

## Geschiedenis

### Eerste wapen
Het eerste wapen van Opmeer is volledig van lazuur, met een dorre boom met aan weerszijden staande leeuwen, dit alles van goud. Dit wapen is vrij typerend voor wapens uit de regio West-Friesland, ook Wognum en Sijbekarspel voerden dergelijke wapens. Het werd van 22 oktober 1817 tot de verlening van het tweede wapen in 1961 gevoerd.

### Tweede wapen
Het tweede wapen werd  op 7 augustus 1961 aan Opmeer toegekend wegens een fusie met de gemeente Spanbroek in 1959. Hiervan luidde het blazoen: "Gevierendeeld : I en IV in zilver een klimmende leeuw van keel, II en III in azuur een dorre boom van goud. Het schild gedekt met een gouden kroon van 3 bladeren en 2 paarlen en ter wederzijde gehouden door een leeuw van goud." De klimmende leeuw en de boom kwamen in zowel het oude wapen van Opmeer als in het wapen van Spanbroek voor; in laatstgenoemd wapen was de boom schildhouder. De aanwezigheid van een schildhouder in ten minste een van de wapens van een voorgaande gemeente geeft een gemeente het recht om een of twee schildhouders aan een nieuw wapen toe te voegen. Dit hoeven niet noodzakelijkerwijs dezelfde schildhouders te zijn als in het voorgaande wapen.
Eigenlijk wilde de gemeente een uitgebreider wapen voeren, de Hoge Raad van Adel heeft het voorstel dat de nieuwe gemeente Opmeer deed afgekeurd omdat het ontwerp niet volgens de Nederlandse gebruiken was. Spanbroek en Opmeer hebben in 1414 gezamenlijk stadsrechten gekregen en wilden dit in het wapen terug laten komen door boven op het schild een stedenkroon te voeren. Dit is een muur in de vorm van een kroon. De stedenkroon is in Nederland niet gebruikelijk om te voeren. Ook wilde de gemeente de schildhouders attributen laten vasthouden, hier ging de Hoge Raad van Adel ook niet mee akkoord.

### Derde wapen
In het derde, en daarmee huidige, wapen staat een onthoofde leeuw. Deze leeuw staat voor de gesneuvelde graaf Willem II van Holland. Dit wordt getoond in het vierde kwartier. De andere drie kwartieren staan voor Aartswoud (de gouden korenschoof), Hoogwoud en Opmeer (de uitgerukte lindeboom) en Spanbroek met de leeuw van keel op een zilveren achtergrond. De schildhouders zijn afkomstig van Hoogwoud en Opmeer.
De gemeente legt de betekenis van de vier kwartieren ook anders uit namelijk als volgt:
1. in zilver een rode schreeuwende leeuw;
2. in azuurblauw een korenschoof van goud;
3. in azuurblauw een lindeboom van zilver;
4. in goud een leeuw met afgehouwen kop en neerhangende tong.

De betekenis hiervan wordt als volgt uitgelegd:
1. De schreeuwende leeuw staat voor de vechters/doorzetters mentaliteit van de op zelfstandigheid beluste West-Friezen (rood = moed / zilver = trouw).
2. Van Aartswoud was geen wapen bekend, maar in de herenbank van de kerk staat een korenschoof gebeiteld, het blauw geeft wetenschap of waarheid aan.
3. De boom voor Opmeer en Hoogwoud is gedefinieerd als een linde.
4. De onthoofde leeuw verwijst naar het feit dat ergens tussen Hoogwoud en Opmeer op 8 januari 1256 graaf Willem II van Holland is onthoofd. Het goud is weer een teken van rijkdom.[3]

## Blazoen
Op 1 april 1980 verleende koningin Juliana de gemeente Opmeer het recht om een wapen te voeren. Sindsdien luidt de beschrijving als volgt:
Gevierendeeld: I in zilver een leeuw van keel, II in azuur een korenschoof van goud, III in azuur een uitgerukte lindeboom van zilver, IV in goud een leeuw met afgehouwen kop van keel, met neerhangende tong, getongd en genageld van azuur. Het schild gedekt met een gouden kroon van 3 bladeren en 2 parels en gehouden rechts door een adelaar van zilver, gebekt, getongd en gepoot van keel en links door een leeuw van goud, getongd en genageld van keel.
Hiermee is het wapenschild in vieren gedeeld waarbij het eerste deel een leeuw van keel toont op een zilveren achtergrond, het tweede kwartier is van azuur en toont een korenschoof van goud, III is wederom van azuur en toont een uitgerukte lindeboom, IV is van goud en toont een leeuw waarvan de kop is afgehouwen, de leeuw is van keel getongd en genageld van azuur. Op het schild staat een gouden kroon met drie bladeren en twee parels. Aan de heraldische rechterzijde staat een adelaar en links een leeuw. De adelaar is van zilver, gebekt, getongd en gepoot van keel. De leeuw is van goud getongd en genageld van keel.

## Vergelijkbare wapens
De volgende wapens hebben net als Opmeer een (dorre) boom als element:

Wapen van Blokker
Wapen van Bovenkarspel
Wapen van Grootebroek
Het wapen van Hauwert, een dorpswapen
Wapen van Hoogwoud
Wapen van Midwoud
Wapen van Noorder-Koggenland
Wapen van Scharwoude
Wapen van Schellinkhout
Wapen van Sijbekarspel
Wapen van Spanbroek
Wapen van Stede Broec
Het oude wapen van Venhuizen
Wapen van Venhuizen
Wapen van Westwoud
Wapen van Wognum